# Ponticola cyrius
Ponticola cyrius es una especie de peces de la familia de los Gobiidae en el orden de los Perciformes.

## Distribución geográfica
Se encuentran en Asia: río Kura.

## Observaciones
Es inofensivo para los humanos.